# هد زدن

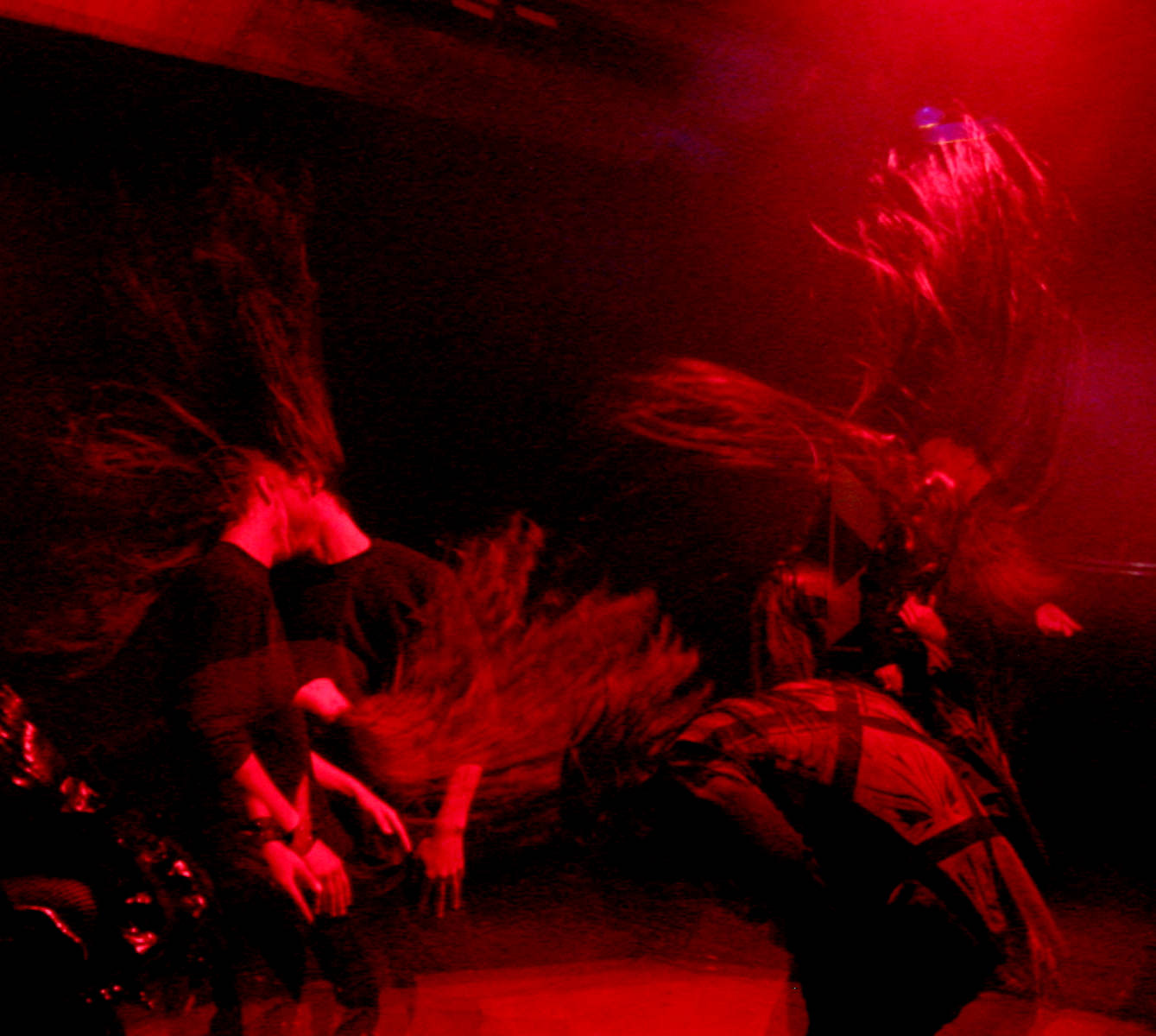
هدبنگرها مشغول هد زدن همرا با ریتم موسیقی

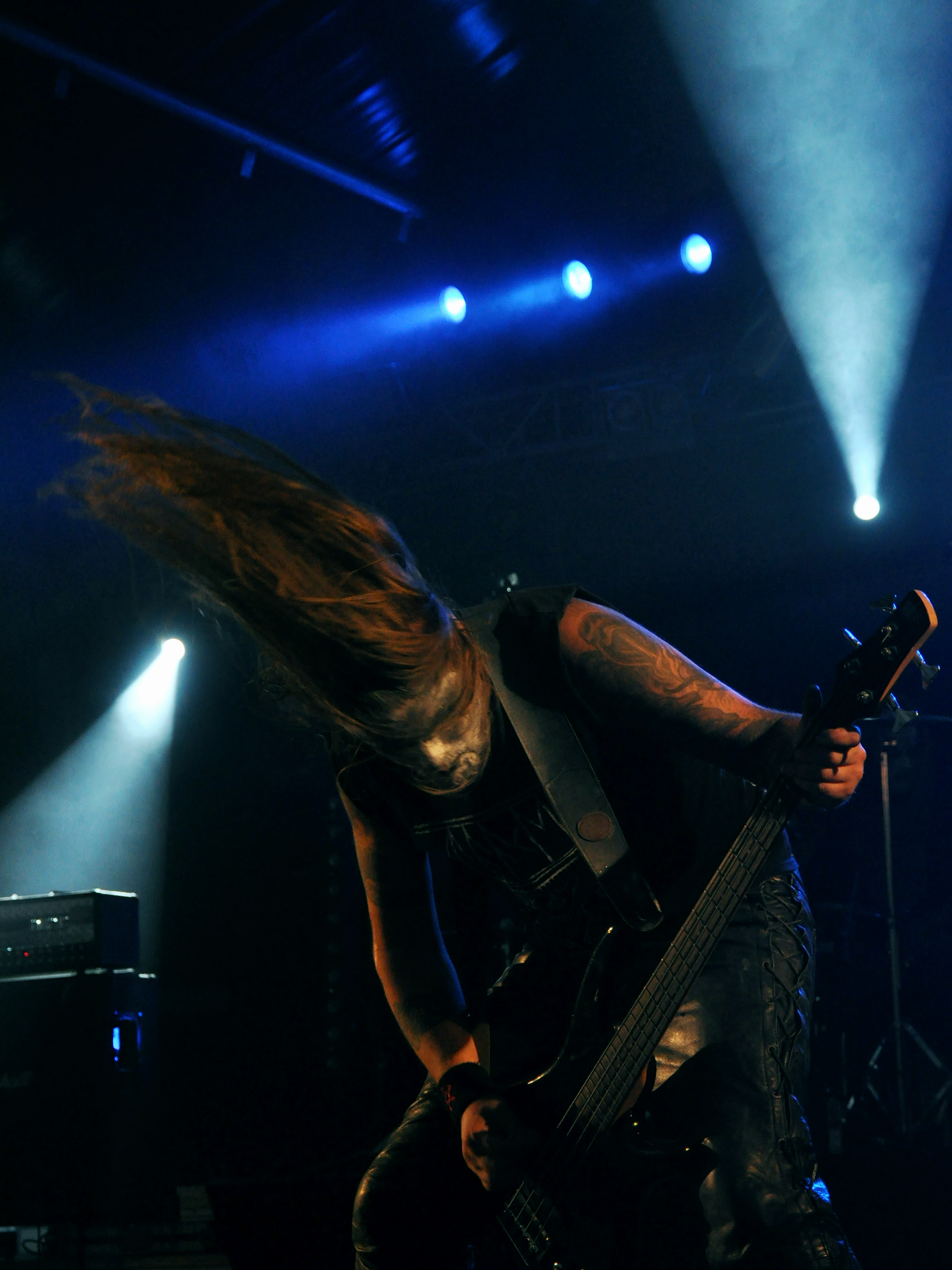
نوازنده گیتاری که همراه با نوازندگی بر روی سن هد می‌زند

هد زدن (به انگلیسی: Headbanging) نوعی رقص رایج در میان هوادارن موسیقی راک و هوی متال است که با تکان دادن شدید سر که هماهنگ با ضرب موسیقی است، انجام می‌شود. هواداران این نوع موسیقی اصطلاحاً خود را هدبنگر می‌نامند.
البته در فوتبال هم اصطلاحی به نام هد زدن وجود دارد که به ضربه سر به توپ گفته می شود.

## پیشینه
برای اولین بار هد زدن توسط تماشاچیان کنسرت لد زپلین در ۱۹۶۹ میلادی در تور آمریکا صورت گرفت. در میان اجرای بوستون تی پارتی شنوندنگان و حضاردر مقابل سن شروع به تکان دادن سرشان همرا با ریتم موسیقی کردند.
لمی خواننده گروه موتورهد در طی مصاحبه‌ای مدعی شد که امکان دارد عنوان هدبنگر برای اولین بار از گروهی با نام موتورهدبنگر اتخاذ شده باشد.
یان گیلان خواننده دیپ پرپل نیز هنگامی که از او سؤال شد آیا امکان دارد که هدزدن اختراع او باشد مدعی شد که این به‌طور یقین امکان دارد.
شیوه‌های هد زدن متفاوت هستند و بستگی به ریتم و میزان هوی بودن آهنگ و همچنین خود شخص هدبنگر دارد. هد زدن می‌تواند همرا با چشمان بسته یا نشان دادن علایمی همچون ن با دست باشد. بعضی مواقع هدبنگرها بجای تکان دادن سر از گردن، با تکان دادن بدن اقدام بدین کار می‌کنند بطوریکه
با بالا و پایین کردن بدن از کمر، سرشان را نیز تکان می‌دهند. نحوه ایستادن هدبنگرها در این حالت متفاوت است.